# Adriaan van Dis
Adriaan van Dis (Bergen (NH), 16 december 1946) is een Nederlandse romanschrijver, essayist en presentator. In 2015 ontving hij de Constantijn Huygens-prijs voor zijn gehele oeuvre en de Libris literatuurprijs voor zijn autobiografische roman Ik kom terug. Zijn eveneens autobiografische roman Indische duinen werd in 1995 bekroond met de Gouden Uil. De roman Naar zachtheid en een warm omhelzen leverde hem in 2024 de NS Publieksprijs op. 

## Levensloop

### Jeugd
De vader van Van Dis was Victor Justin Mulder, geboren in Nederlands-Indië uit Nederlandse ouders. Zijn moeder heette Maria van Dis, een boerendochter uit Fijnaart (West-Brabant). Zijn ouders hadden elkaar na de Tweede Wereldoorlog in Nederlands-Indië leren kennen. Maria had toen al drie dochters uit haar huwelijk met een KNIL-officier met een Molukse achtergrond, die in september 1944 door de Japanners was onthoofd. Zelf overleefde ze met haar dochters de Japanse bezetting in een interneringskamp. Ook Adriaans vader was in Indië al eerder getrouwd geweest. Hij was als krijgsgevangene tewerkgesteld aan de Pakan Baroe-spoorweg op Sumatra. 
Tijdens de repatriëring naar Nederland was Adriaans moeder al zwanger van Adriaan. Hij werd in Nederland geboren als het enige blanke kind in dit gezin en zonder eigen Indische geschiedenis. Met nog drie andere gezinnen kreeg de gehavende familie kamers in het repatriantenhuis in Bergen aan Zee toegewezen.
De familie was dus door oorlog getekend. Adriaans ouders konden niet met elkaar trouwen. Zijn vaders huwelijk was weliswaar voor de islamitische wet ontbonden, maar die scheiding had in Nederland geen geldigheid. Niemand mocht dit weten en hoewel Adriaan in het dorp 'Mulder' heette, stond hij als onwettig kind ingeschreven als een Van Dis, de achternaam van zijn moeder. Toen Adriaan ging studeren is hij zich ook daadwerkelijk zo gaan noemen.
Zijn vader was door de oorlogservaringen getraumatiseerd en arbeidsongeschikt verklaard. Bovendien was het als migrant moeilijk voor hem om zijn plaats in het hem onbekende Nederland te vinden. Hij was altijd thuis, voedde Adriaan streng op en sloeg hem vaak. Van Dis beschrijft hem in zijn autobiografische romans als een wrede, gepijnigde en verwarde man, die slachtoffer was van de oorlog.

### Opleiding

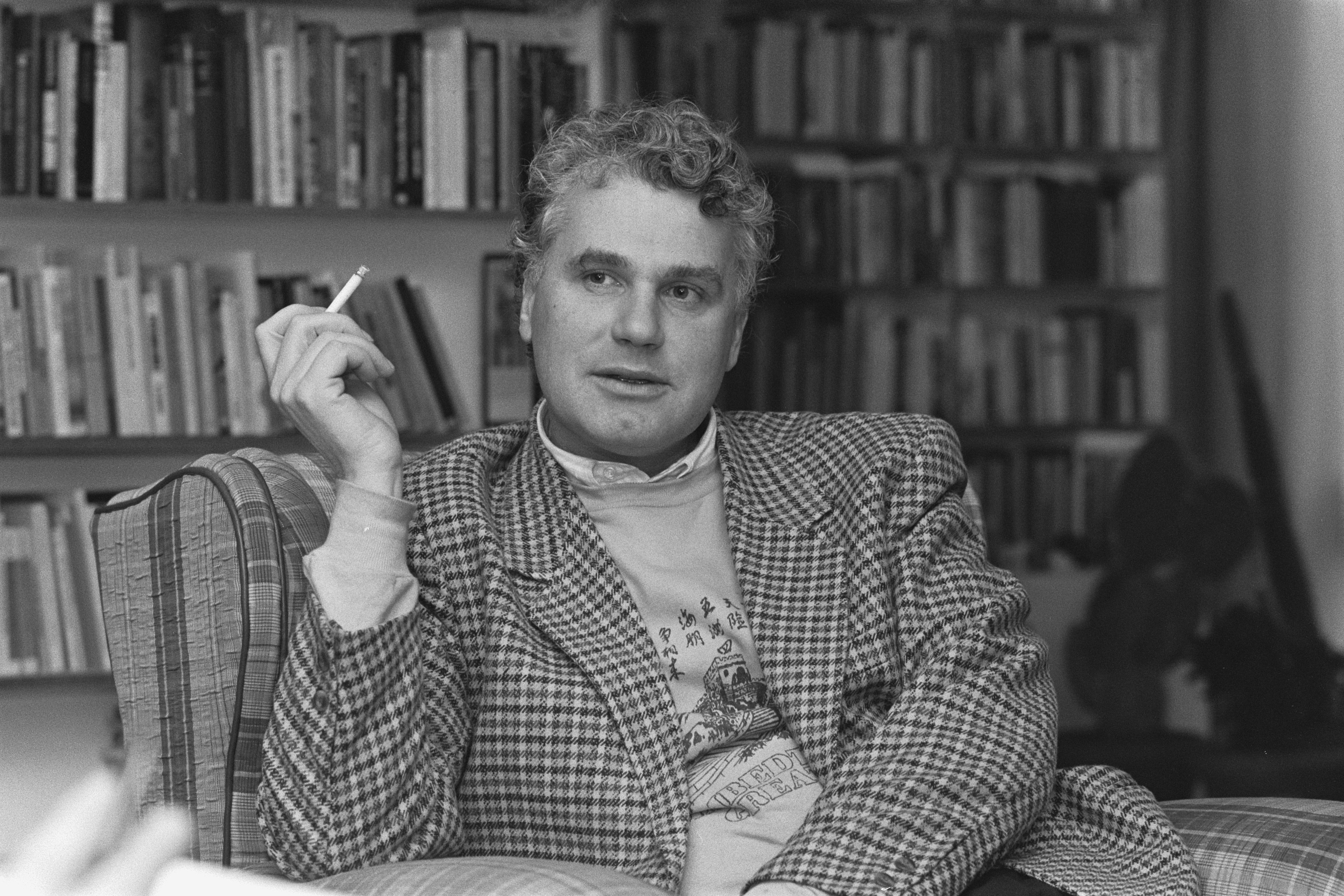
Van Dis (1986)

Van Dis' vader overleed op 10 september 1957, toen Adriaan tien was. Ondanks hun moeilijke relatie was de jonge Van Dis getroffen door het verlies, wat zijn schoolprestaties negatief beïnvloedde. Hij ging naar de MULO, kweekschool en H.B.S. in Hilversum. De maand augustus 1964 bracht hij door op de Outward Bound School in Renesse. Hij initieerde daar de schoolkrant de Blaer en was er de eindredacteur van, met Cees Breure, redacteur, en Henk Jansen, illustrator. Zijn roman Zilver (1988) herinnert aan de grote indruk die deze opleiding op hem maakte. Daarna ging hij na een korte flirt met de Amsterdamse Toneelschool  Neerlandistiek studeren aan de Universiteit van Amsterdam. Ook studeerde hij in 1973-74 Zuid-Afrikaans aan de Universiteit van Stellenbosch in Zuid-Afrika. In de Zuid-Afrikaanse taal herkende hij veel van het Petjo dat vroeger voor de grap bij hem thuis werd gesproken: kromtaal met veel verkeerd gelegde klemtonen. Ook de beladenheid van huidskleur in de Zuid-Afrikaanse literatuur herkende hij. Hij studeerde in 1978 cum laude af in de Nederlandse en Zuid-Afrikaanse letterkunde met een doctoraalscriptie getiteld Om te vlieg: van bron tot boek, een onderzoek naar verschillen en overeenkomsten in een prozatekst van Breyten Breytenbach. Hij beschouwde Breytenbach als een voorbeeld en vertaalde later een deel van diens oeuvre in het Nederlands.

### Werk

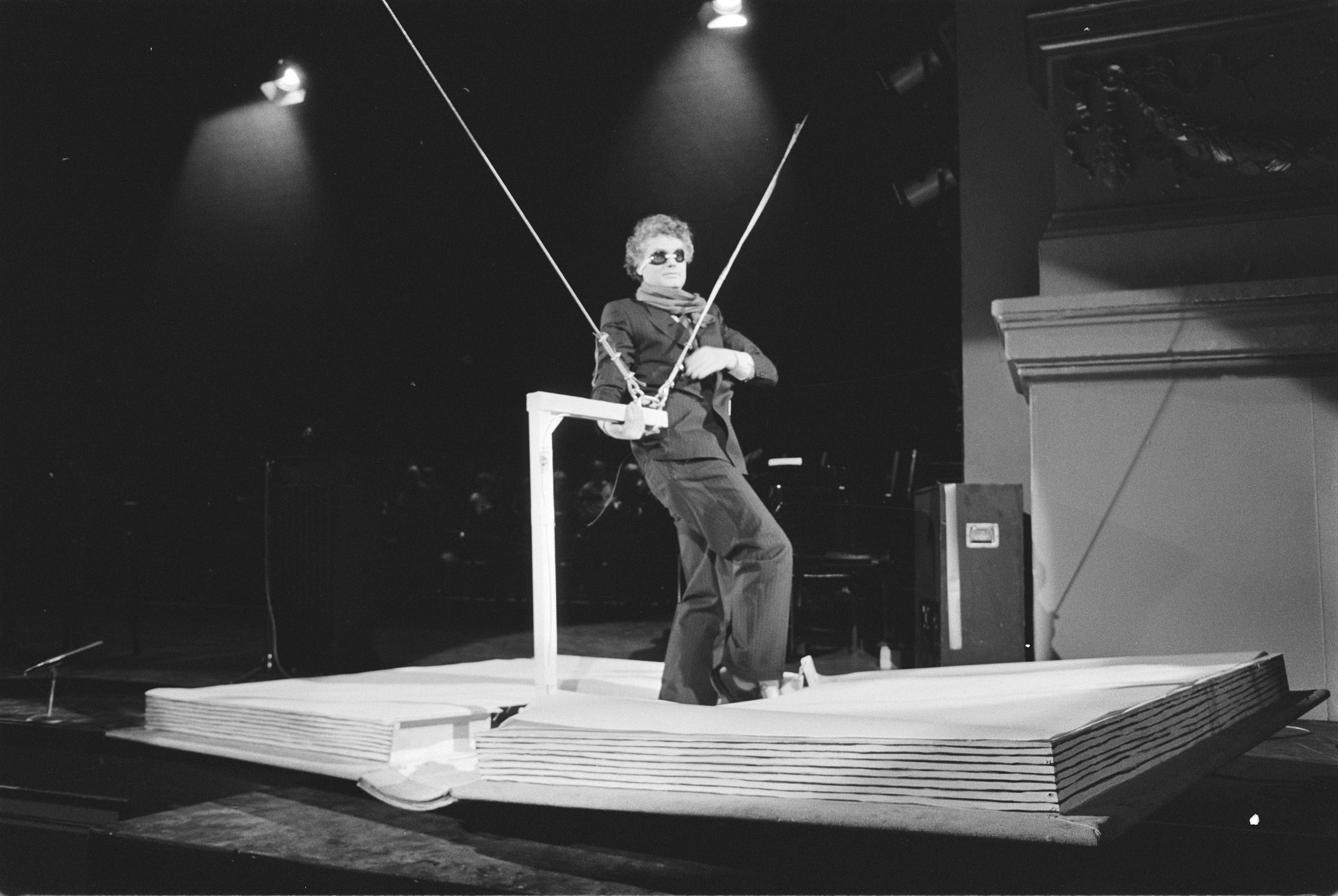
Van Dis "landt" met boek in Carré (Boekenweek 1984)

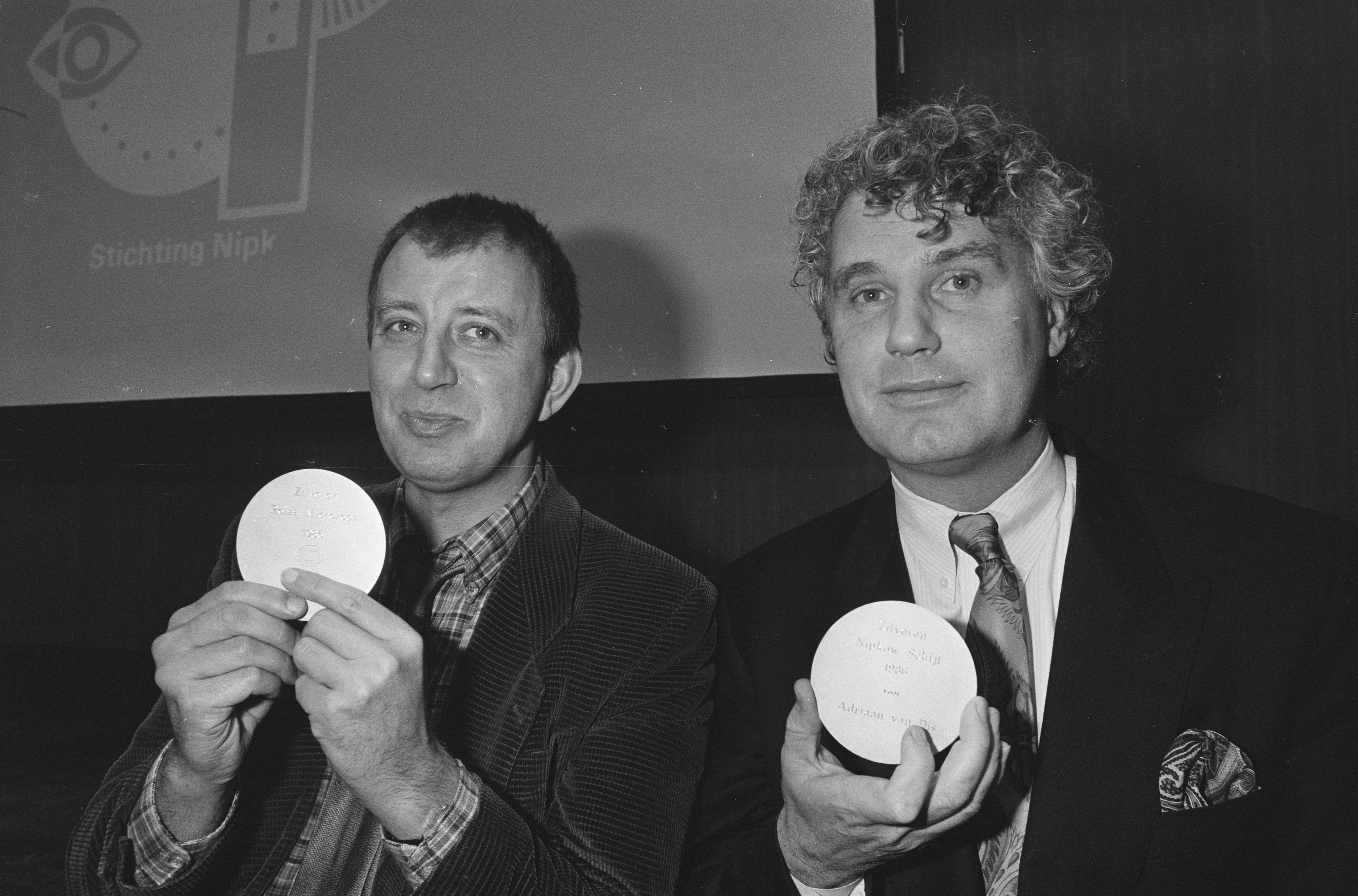
Ivo de Wijs ontvangt Zilveren Reissmicrofoon; Adriaan van Dis krijgt Nipkowschijf (1986)

Al tijdens zijn studie was Van Dis redacteur bij NRC Handelsblad. Na zijn afstuderen was hij tot 1982 aan de krant verbonden als chef van het katern Zaterdag Bijvoegsel. Zijn debuut Nathan Sid kwam voort uit een kookrubriek waarin hij schreef over zijn herinneringen aan eten. Die hingen sterk samen met de strijd tussen zijn ouders, "tussen de aardappels en de rijst". Deze bijdragen werden tot een novelle bewerkt die in 1983 door J.M. Meulenhoff werd uitgegeven, in eerste instantie als relatiegeschenk. Pas later kwam er een handelseditie op de markt. Het kreeg het Gouden Ezelsoor voor het best verkochte debuut van 1984.
In 1983 debuteerde Van Dis ook als televisiepresentator en kreeg hij landelijke bekendheid door zijn VPRO-praatprogramma Hier is... Adriaan van Dis, in 1986 bekroond met de Zilveren Nipkowschijf. Vanaf 1987 evolueerde dit algemene culturele programma in een literaire praatshow. De laatste uitzending was op 3 mei 1992. Het programma stond onder productie en regie van Ellen Jens met wie hij een verhouding kreeg. Beroemd zijn geworden de uitzending op 13 april 1983, waarin schrijver Willem Frederik Hermans Van Dis vrijwel geen ruimte gaf om vragen te stellen met als argument "Ik ben helemaal uit Parijs gekomen om u te woord te staan. [...] Dit is een vertelgesprek van mijn kant." En de uitzending op 30 juni 1985 waarin journalist Willem Oltmans woedend werd wegens de in zijn ogen insinuerende vragen van Van Dis.
Van 1999 tot en met 2002 keerde hij terug op televisie voor vier seizoenen Zomergasten. Op de vooravond van de Boekenweek trad Van Dis in samenwerking met De Wereld Draait Door van 2012 tot 2021 op als gastheer van een aantal zelfgekozen (inter)nationale schrijvers.
Van Dis was van 1987 tot 1992 redacteur van literair tijdschrift De Gids.
In opdracht van de CPNB (Collectieve Propaganda voor het Nederlandse Boek) schreef hij de novelle Palmwijn als Boekenweekgeschenk 1996, in 2004 werd hij gevraagd voor het boekenweekessay, Onder het zink. Un Abécédaire de Paris. 
In 2008 kwam hij met een zevendelige tv-reeks voor de VPRO, Van Dis in Afrika, waarin hij een reisverslag maakte van een bezoek aan zuidelijk Afrika. De serie werd ook beloond met de Zilveren Nipkowschijf. In maart 2012 was Van Dis te zien in een achtdelige serie over Indonesië, het land van zijn vader, om te zien hoe het daar nu gaat: Van Dis in Indonesië.
Na zijn afscheid van de televisie werd Van Dis in 1992 door het tijdschrift Vrij Nederland van plagiaat beticht. Het weekblad verweet hem in Het beloofde land: een reis door de Karoo (1990) enkele citaten van de antropoloog Vincent Crapanzano te hebben gebruikt. Van Dis gaf als verklaring dat hij uit zijn oude dagboeken had geput, waarin hij destijds de citaten had opgenomen zonder de bron te noteren. Hij bood Crapanzano zijn excuses aan, maar vond plagiaat een te zware beschuldiging. 
Critici oordeelden eind 2001 dat er opvallende overeenkomsten waren tussen From Heaven Lake. Travels through Sinkiang and Tibet (1983) van de Indiase auteur Vikram Seth en Een barbaar in China van Van Dis. Er was geen consensus of het werkelijk plagiaat was.
In 2011 ontving hij de Van Riebeeck-penning van de Nederlands-Zuid-Afrikaanse Vereniging voor zijn "langdurige bijdrage aan de culturele en taalkundige betrekkingen tussen Nederland en Zuid-Afrika, die zich kenmerkt door onder meer zijn doctoraalscriptie over Breyten Breytenbach, zijn romans Het beloofde land en Tikkop, de met de Nipkowschijf bekroonde tv-serie Van Dis in Afrika en zijn vele krantenartikelen". Ook ontving hij de Groenmantaalprijs van de stichting LOUT (Let Op Uw Taal) vanwege zijn 'voorbeeldige taalgebruik' als mediapersoonlijkheid. 
Na de Gouden Ganzenveer in 2009 ontving Van Dis in 2015 de Constantijn Huygensprijs voor zijn gehele oeuvre. Het juryrapport vermeldde dat zijn werk bruist van 'liefde voor ‘de ander’, van opmerkingsgave en nieuwsgierigheid naar diens achtergronden en motieven': 'Zijn reizen en belangstelling voor internationale literatuur hebben hem tot een ware homo universalis gevormd, die met een humanistische blik de mensheid beziet. Daarmee heeft hij voor zijn lezers een nieuwe wereld geopend, in een vloeiende en soepele taal, die zich nu eens sensitief en dan weer geestig toont'. 
In december 2012 schreef hij de tekst voor de 23ste editie van het Groot Dictee der Nederlandse Taal met als titel "Zijn waar wij niet zijn".
Van Dis is sinds 2017 lid van de Akademie van Kunsten. In mei 2022 werd hij benoemd tot eredoctor aan de Faculteit der Letteren van de Radboud Universiteit Nijmegen. Rector Magnificus Han van Krieken stelde bij die gelegenheid: "Als geen ander staat Van Dis voor de verbinding tussen geletterdheid, diversiteit en inclusiviteit."
Half mei 2024 werd Van Dis door de VPRO opnieuw aangesteld als presentator van Zomergasten. Hij kreeg echter gezondheidsproblemen, met klachten van 'extreme duizelingen', waarna hij eind juni op doktersadvies besloot af te zeggen.
In 2024 won hij met Naar zachtheid en een warm omhelzen (2023) de NS Publieksprijs 2024. Het boek vergaarde ruim 21 procent van de bijna 100.000 stemmen.

## Oeuvre
Het oeuvre van Van Dis omvat romans, novelles, verhalen, essays, poëzie en toneel. Zijn literaire oeuvre kent verschillende facetten, die nauw met elkaar verbonden zijn. Naast de genoemde Zuid-Afrikaromans (Het Beloofde Land en Tikkop) zijn er ook reisromans over de vele reizen die hij maakte naar onder meer China, Japan en Afrika (onder andere Marokko en Mozambique). Voorbeelden daarvan zijn Casablanca (1986) en In Afrika (1991). 
De kern van zijn oeuvre gaat terug op zijn Indische jeugd, zoals Nathan Sid (1983), Indische duinen (1994), Familieziek (2002) en Ik kom terug (2014). Daarmee is Van Dis een gezaghebbende stem in de tweede generatie oorlogsliteratuur over Nederlands-Indië. 
Sterk daarmee verbonden zijn de 'Karakterromans'. Ten eerste de queerromans, waartoe Zilver (1988) en Dubbelliefde (1999) gerekend kunnen worden. Latere autobiografische verhalen zoals Het Buitengebied (2017) en Klifi (2021) gaan over de relatie tussen het schrijverschap en een sterk veranderende, apocalyptische wereld.  
Tweeslachtigheid is een belangrijk thema in het werk van Van Dis. Het maakt vaak gebruik van antithesen, zoals blank / zwart, maatschappelijk / onmaatschappelijk en afkomst / eigen identiteit. Deze kenmerken vindt men zowel in zijn reisverhalen en Indische boeken als in de karakterromans. Zijn stijl, die al bij het verschijnen van Nathan Sid alom werd geroemd, is luchtig. Die luchtigheid is echter bedrieglijk want noodzakelijk om onderwerpen te kunnen aanroeren die zwaarwichtig van aard zijn zoals oorlogstrauma, discriminatie en mishandeling.
Van Dis verruilde in 2001 uitgeverij Meulenhoff voor de nieuwe uitgeverij Augustus van Tilly Hermans, die tot dan toe zijn vaste redacteur was geweest. Toen Augustus opging in Atlas Contact ging ook Van Dis naar deze uitgeverij.

### Romans
- 1987 - Een barbaar in China: een reis door Centraal Azië
- 1988 - Zilver of Het verlies van de onschuld
- 1990 - Het beloofde land: een reis door de Karoo
- 1991 - In Afrika
- 1994 - Indische duinen
- 1999 - Dubbelliefde: geschiedenis van een jongeman
- 2002 - Familieziek
- 2007 - De wandelaar
- 2010 - Tikkop
- 2012 - De Indië boeken (verzamelbundel met Indische duinen, Op oorlogspad in Japan, Familieziek en Indië)
- 2014 - Ik kom terug
- 2017 - De Zuid–Afrika boeken (verzamelbundel met Het beloofde land: een reis door de Karoo, In Afrika en Tikkop)
- 2017 - In het buitengebied
- 2021 - KliFi
- 2021 - De Wandelaar (heruitgave in het kader van Nederland Leest 2021)
- 2023 - Naar zachtheid en een warm omhelzen

### Novelles
- 1983 - Nathan Sid
- 1986 - De vraatzuchtige spreekt
- 1986 - De rat van Arras
- 1987 - Zoen
- 1996 - Palmwijn
- 2000 - Op oorlogspad in Japan

### Verhalen
- 1986 - Casablanca
- 1992 - Waar twee olifanten vechten – Mozambique in oorlog (met Kadir van Lohuizen)
- 1993 - Classics (uitgegeven door VSBfonds)
- 1997 - Een waarze sat
- 2003 - Vrijtaal
- 2006 - Koraal en geraniums (in de serie Literaire Juweeltjes)
- 2007 - Leeftocht. veertig jaar onderweg
- 2011 - Het mussenjong (in de serie Literaire Juweeltjes)
- 2013 - Het laatste boeket
- 2021 - Vijf vrolijke verhalen

### Toneel
- 1986 - Tropenjaren: De zaak
- 1988 - Komedie om geld, Een uur in de wind
- 1996 - Theatertournee (samen met Connie Palmen)
- 2015 - Ik kom terug (samen met Olga Zuiderhoek)

### Televisie
- 1984 - Opzoek naar Yolanda - zichzelf
- 1991 - We zijn weer thuis - zichzelf

### Bibliofiele uitgaven
- 1986 - De vraatzuchtige spreekt
- 1993 - Bergen
- 1994 - Noord Zuid: een modern sprookje
- 2006 - Onzichtbare stranden (met Pieter Bijwaard)
- 2008 - Het zonnebloemlied
- 2010 - Kleurlijn
- 2012 - Ode aan het rijm
- 2014 - Jammer
- 2016 - De ikkenverzamelaar
- 2020 - Een dier in elke trek (met Pieter Bijwaard)
- 2023 - Een beetje gek

### Overig
- 1992 - The Shell (Speciale Uitgave) (ook verschenen in het Nederlands als De schelp)
- 1994 - Mag ik je prijzen, Paul? (toespraak gericht aan Paul Huf)
- 1998 - Een deken van herinnering (essay)
- 1998 - Totok (poëzie)
- 1998 - Een nieuwe politiek (poëzie)
- 2004 - Onder het zink. Un abécédaire de Paris (essay)
- 2007 - Op de televisie (herinneringen)
- 2008 - Van Dis in Afrika (documentaireserie)
- 2008 - Totok twee (poëzie)
- 2011 - Stadsliefde, scènes in Parijs
- 2011 - Inleiding (in: Enge dingen. Het aangetaste lichaam, uitg. W Books/Museum Meermanno)
- 2012 - Van Dis in Indonesië (documentaireserie)
- 2017 - Ergens achter Duin en Zee (documentairefilm)
- 2017 - Familieziek met Peter van Dongen (Scratch) (beeldroman)
- 2017 - De verliefde dichter, met Peter van Zonneveld, over A.C.W. Staring
- 2019 - Morfine (gedichten, met Berend Strik)
- 2019 - Adje doet heel druk (verschenen in de serie Gouden Boekjes)
- 2024 - De kolonie mept terug (essay)

## Literaire prijzen
- 1985 - Gouden Ezelsoor voor Nathan Sid[9]
- 1994 - De Nieuwe Clercke-Pico Bello-prijs (tien gulden en een gedicht) voor zijn verdiensten voor de Nederlandse literatuur
- 1995 - Gouden Uil voor Indische duinen
- 1995 - Trouw Publieksprijs voor Indische duinen
- 2007 - Groenman-taalprijs van de Stichting LOUT, een dochter van het genootschap Onze Taal, vanwege zijn helder en creatief taalgebruik
- 2009 - Gouden Ganzenveer
- 2015 - Libris Literatuurprijs voor Ik kom terug[10][11]
- 2015 - Constantijn Huygens-prijs 2015 voor zijn complete oeuvre. Hij ontving de prijs, een bedrag van € 10.000,- in januari 2016 tijdens de afsluiting van het internationaal literatuurfestival Writers Unlimited/Winternachten in Den Haag.
- 2024 - NS-Publiekseprijs voor Naar zachtheid en een warm omhelzen.

## Bestseller 60
| Boeken met noteringen in de Nederlandse Bestseller 60 | Jaar van verschijnen | Datum van binnenkomst | Hoogste positie | Aantal weken | Opmerkingen |
| ----------------------------------------------------- | -------------------- | --------------------- | --------------- | ------------ | ----------- |
| Onder het zink                                        | 2004                 | 17-03-2004            | 1(1wk)          | 4            |             |
| Familieziek                                           | 2002                 | 24-03-2004            | 24              | 2            |             |
| De wandelaar                                          | 2007                 | 24-01-2007            | 1(1wk)          | 25           |             |
| Leeftocht                                             | 2007                 | 28-11-2007            | 42              | 1            |             |
| Tikkop                                                | 2010                 | 22-09-2010            | 2               | 28           |             |
| Stadsliefde                                           | 2011                 | 09-11-2011            | 11              | 19           |             |
| De Indië boeken                                       | 2012                 | 14-03-2012            | 28              | 8            |             |
| Ik kom terug                                          | 2014                 | 05-11-2014            | 2               | 66           |             |
| Ik kom terug (harde kaft)                             | 2014                 | 12-11-2014            | 57              | 2            |             |
| In het buitengebied                                   | 2017                 | 24-05-2017            | 2               | 17           |             |
| Adje doet heel druk                                   | 2019                 | 27-11-2019            | 46              | 2            |             |
| KliFi                                                 | 2021                 | 24-02-2021            | 2               | 14           |             |
| Vijf vrolijke verhalen                                | 2021                 | 10-11-2021            | 29              | 12           |             |
| Naar zachtheid en een warm omhelzen                   | 2023                 | 30-08-2023            | 2               | 38           |             |
| De kolonie mept terug                                 | 2024                 | 24-01-2024            | 9               | 12           |             |